# صفحة الأولى (اسماعيلية)
صفحة الأولى (بالفارسية: صفحه یک) هي قرية وتقع في إيران في قسم إسماعيلية الريفي.